# Pharaoh (игра)
Pharaoh — двумерная компьютерная игра, градостроительный симулятор, разработанный компанией Impressions Games. В 2000 году вышло дополнение Cleopatra: Queen of the Nile, разработанное студией BreakAway Games. В 2001 году вышло издание Pharaoh Gold, включавшее в себя, как основную игру, так и дополнение. В 2023 году вышел римейк Pharaoh: A New Era, разработанный Triskell Interactive и изданный Dotemu.

## Описание игры
Действие игры происходит в Древнем Египте. Исторически игра соответствует этапам развития Египта как государства, начиная с додинастического периода (около XXXV века до н. э.) и заканчивая периодом под управлением Римской империи (35 год до н. э.).
Игра начинается с создания маленькой деревни на берегу Нила. Задача первой миссии — напоить и накормить людей. Следующим этапом будет создание сельскохозяйственной структуры, затем — производство предметов первой необходимости — таких, как посуда и ткань. После необходимо организовать сбор налогов и торговлю с другими поселениями. В каждой миссии круг задач правителя увеличивается, требования людей растут, задания усложняются. Постепенно дело доходит до организации обороны города, возведения колоссальных построек, и выполнения специальных поручений Фараона.
Игра делится на несколько кампаний, состоящих в общей сложности из 38 миссий. В официальном дополнении Cleopatra — дополнительные 15 миссий. Можно управлять государством от имени реальных людей, таких как Тутанхамон, Рамзес II и Клеопатра.
По сравнению с предыдущей игрой Caesar III, в Pharaoh/Cleopatra появились дорожные заграждения и возможность регулирования наполняемости складов и амбаров по отдельным позициям.

## Ремейк
Ремейк под названием Pharaoh: A New Era был анонсирован в августе 2020 года компаниями Triskell Interactive и DotEmu. В начале разработки планировалось полностью переписать игру для поддержки современных компьютерных систем, обновить пользовательский интерфейс, а также включить кампании как из Pharaoh, так и из дополнения Cleopatra: Queen of the Nile. Ремейк вышел 15 февраля 2023 года.

## Оценки игры
| Сводный рейтинг       | Сводный рейтинг |
| Агрегатор             | Оценка          |
| --------------------- | --------------- |
| GameRankings          | 82,45 %         |
| Русскоязычные издания |                 |
| Издание               | Оценка          |
| Game.EXE              | [ 8 ]           |
| «Игромания»           | 9,1/10          |

| Сводный рейтинг | Сводный рейтинг |
| Агрегатор       | Оценка          |
| --------------- | --------------- |
| GameRankings    | 77,97 %         |